# Aero L-29 Delfin
Аеро Л-29 «Дельфін» (чес. Aero L-29 Delfín; кодове ім'я НАТО: Maya) — військовий навчально-тренувальний літак, який став стандартним навчальним літаком країн-учасників Варшавського Договору протягом 1960-х років. Це був перший реактивний літак, спроектований і виготовлений у Чехословаччині.
Перший політ було здійснено 5 квітня 1959 року. В 1961 році його було обрано як навчально-тренувальний літак країн-учасниць Організації Варшавського договору. Серійне виробництво з 1963 року було розгорнуто на потужностях чехословацької компанії Aero Vodochody. 1964 року на «Дельфіні» було встановлено світовий рекорд швидкості для літаків цього класу - 600 км на годину на дистанції 100 кілометрів. Серійно вироблявся до 1973 року, всього було побудовано 3665 літаків. Він був базовим навчальним літаком в СРСР (отримано 2650 літаків), а також у більшості соціалістичних держав Азії та Африки, які підтримував Радянський Союз. Надалі його було замінено на Аеро Л-39 «Альбатрос».

## Історія створення і виробництва
Л-29 належить до першого покоління реактивних навчально-тренувальних літаків, яке виникло у зв'язку з масовим переходом на надзвукові реактивні літаки в середині 1950-х років. До цього покоління відносяться навчально-бойові літаки, які здійснювали перші польоти у середині 1950-х років: французький Fouga СМ.170 Magister, американський Cessna T-37 Tweet, італійський Aermacchi MB-326 та британський BAC Jet Provost.
Розробка Л-29 почалася у 1955 році на чолі із Зденеком Рублічем, керівником одного із відділів науково-випробовувального льотного інституту Чехословаччини. Найближчим помічником З. Рубліча стал Карел Томаш, який вже мав великий досвід у створенні навчально-бойових літаків. Розрахунки аеродинаміки проводили Йозеф Хошек і Ян Глава. На початку 1960-х років, після Рубліча і Томаша, ведучим конструктором Л-29 став Ян Влчек.
Весною 1959 року був завершений перший літаючий прототип Л-29 (XL-29), який здійснив перший політ 5 квітня 1959 року під керуванням льотчика-випробовувача Рудольфа Духона. Прототип, у зв'язку з незавершеними випробовуваннями чехословацького двигуна розробки підприємства Motorlet, був обладнаний британським двигуном Bristol Siddeley Viper Mk.20 з тягою 795 кг. Другий прототип, який піднявся в повітря у липні 1960 року, був обладнаний штатним чехословацьким двигуном Motorlet М-701.
Наприкінці 1959 року був оголошений конкурс на розробку єдиного навчально-тренувального літака країн Варшавського договору. У конкурсі брали участь радянський Як-30, чехословацький Л-29 «Дельфін» і польський PZL TS-11 Iskra.
З серпня до вересня 1961 року відбулися випробувально-показові польоти і за результатами конкурсу найкращим за більшістю параметрів був визнаний «Дельфін». Серед головних переваг чехословацького літака були надійність, простота в обслуговуванні, технологічність і низька ціна. Наприкінці 1961 року почалося серійне виробництво. 
В 1964 році, на міжнародній машинобудівельній ярмарці у Брно, Л-29 був відзначений золотою медаллю. У 1965 і 1967 роках Л-29 був успішно представлений на Міжнародному Паризькому авіасалоні у Ле-Бурже.

креслення Л-29

Всього за роки серійного виробництва, з 1963 по 1974 роки, було збудовано 3665 літаків.

## Л-29 в Україні
Першим військовим авіаційним училищем у СРСР, яке почало освоювати Л-29, стало Чернігівське вище військове авіаційне училище льотчиків. 29 травня 1963 року першим підрозділом, що отримав Л-29 став 703-й навчальний авіаційний полк Чернігівського ВВАУЛ, який базувався на аеродромі Умань в Черкаській області.
До кінця 1963 року Л-29 також отримало і Харківське ВВАУЛ. Перші навчальні польоти здійснювалися з аеродромів Чугуєва та Левківки на Харківщині.
В 1964 році на аеродромі Івано-Франківськ була створена радянсько-чеська авіабаза, яка займалась передачою нових літаків радянській стороні. Чеські льотчики переганяли нові Л-29 з Чехословаччини до Івано-Франківська, де передавали літаки своїм заводським спеціалістам, які в свою чергу готували їх до експлуатації в радянських навчальних авіаційних полках.
Після розпаду Радянського Союзу ПС ЗС України отримали 20 літаків Л-29 у 228-му навчальному авіаполку. 
З 2005 року на Л-29 літає пілотажна група Харківського аероклубу.
У 2010 році у місті Вільнянську літак Л-29 було вставновлено як пам'ятник. Ще один такий пам'ятник розташований у місті Вовчанську.

## Бойове застосування
У серпні 1967 року радянські Ан-12 доставили в Кано шість Л-29 і декілька МіГ-17. Наступна партія із ще шести Л-29 була поставлена Нігерії в тому ж році. Л-29 ВПС Нігерії застосовувалися проти сепаратистів самопроголошеної держави Біафра. Бойові вильоти, як правило, здійснювали найманці з Великої Британії, Родезії та ПАР, а нігерійські льотчики сиділи на місці курсанта.
ВПС Єгипту застосовували Л-29 проти військ Ізраїлю , як легкий ударний літак. Перші вильоти відбулися 16 жовтня, єгипетські «Дельфіни» наносили удари реактивними снарядами по ізраїльській техніці і живій силі під «Китайською фермою». У ході війни Л-29 показав себе стійким до бойових ушкоджень літаком. Технологічність конструкції дозволила швидко відновлювати різноманітні пошкодження. У війні було втрачено як мінімум чотири літаки Л-29.
ВПС Лівії використовували Л-29 протягом конфлікту із Чадом, не менше двадцяти літаків було втрачено Лівією у цьому конфлікті.
Л-29 використовувався як тренувальний літак для підготовки льотчиків Демократичної Республіки Афганістан.
В 1992 році на озброєнні ВПС Азербайджану знаходилося близько 70 Л-29. У зв'язку з великими втратами бойових гелікоптерів Азербайджан активно застосовував Л-29 для підтримки з повітря своїх сухопутних військ. Не менше чотирнадцяти літаків було збито у цьому конфлікті.
1994 року на території самопроголошеної Республіки Ічкерія знаходилося 265 бойових літаків колишнього 382-го навчального авіаційного полку. Авіація базувалася на аеродромах Ханкала, Калинівська і Грозний. 1 грудня 1994 року російські штурмовики Су-25, за допомогою авіабомб і НАР, нанесли удари по аеродромах, під час яких була знищена вся бойова авіація чеченців.
8 серпня 2008 року два Л-29 ВПС Грузії були знищені на землі під час удару російської авіації по аеродрому Марнеулі.

## Модифікації
- Л-129 — модифікація з гідравлічною системою високого тиску
- Л-229 — одномісна легка спеціальна модифікація
- Л-29 — базова модифікація
- Л-29R (Л-329) — тактичний розвідувальник, обладнаний фоторозвідувальним обладнанням для ведення розвідування у прифронтовій зоні. Вироблений невеликою партією для ВПС Чехословаччини та Єгипту
- Л-29RS — покращена та доопрацьована легка одномісна модифікація
- Л-29A «Акробат» (Л-429) — спортивна одномісна модифікація, всього було побудовано 2 літака, які брали участь у демонстраційних виступах 1968 та 1969 років на міжнародних машинобудівельних ярмарках у Брно, і на міжнародному Паризькому авіасалоні в Ле-Бурже 1969 року
- УТС-29 — модернізація літака з двигуном CJ-610
- Л-29 ВКП-3 — командний пункт для управління мішенями у повітрі

## Оператори
| Основні оператори | Кількість | Активні                                             |
| ----------------- | --------- | --------------------------------------------------- |
| СРСР              | 2650      | 24 у складі ВПС Азербайджану, 9 у складі ВПС Грузії |
| Чехословаччина    | 400       | 24 у складі ВПС Чехії                               |
| Єгипет            | 120       | до 120                                              |
| Болгарія          | 102       | —                                                   |
| Ірак              | 78        | —                                                   |
| Сирія             | 40        | —                                                   |
| Інші оператори    | Кількість | Активні                                             |
| Афганістан        | 24        | —                                                   |
| Лівія             | >20       | —                                                   |
| Гана              | 12        | —                                                   |
| Нігерія           | 12        | —                                                   |
| Малі              | 6         | —                                                   |
| Китай             | 4         | —                                                   |
| Гвінея            | 3         | —                                                   |
| Угорщина          | —         | —                                                   |
| Румунія           | —         | —                                                   |
| НДР               | —         | —                                                   |
| В'єтнам           | —         | —                                                   |
| Ємен              | —         | —                                                   |
| Уганда            | —         | —                                                   |
| Індонезія         | —         | —                                                   |
| Ангола            | —         | 6                                                   |

## Галерея

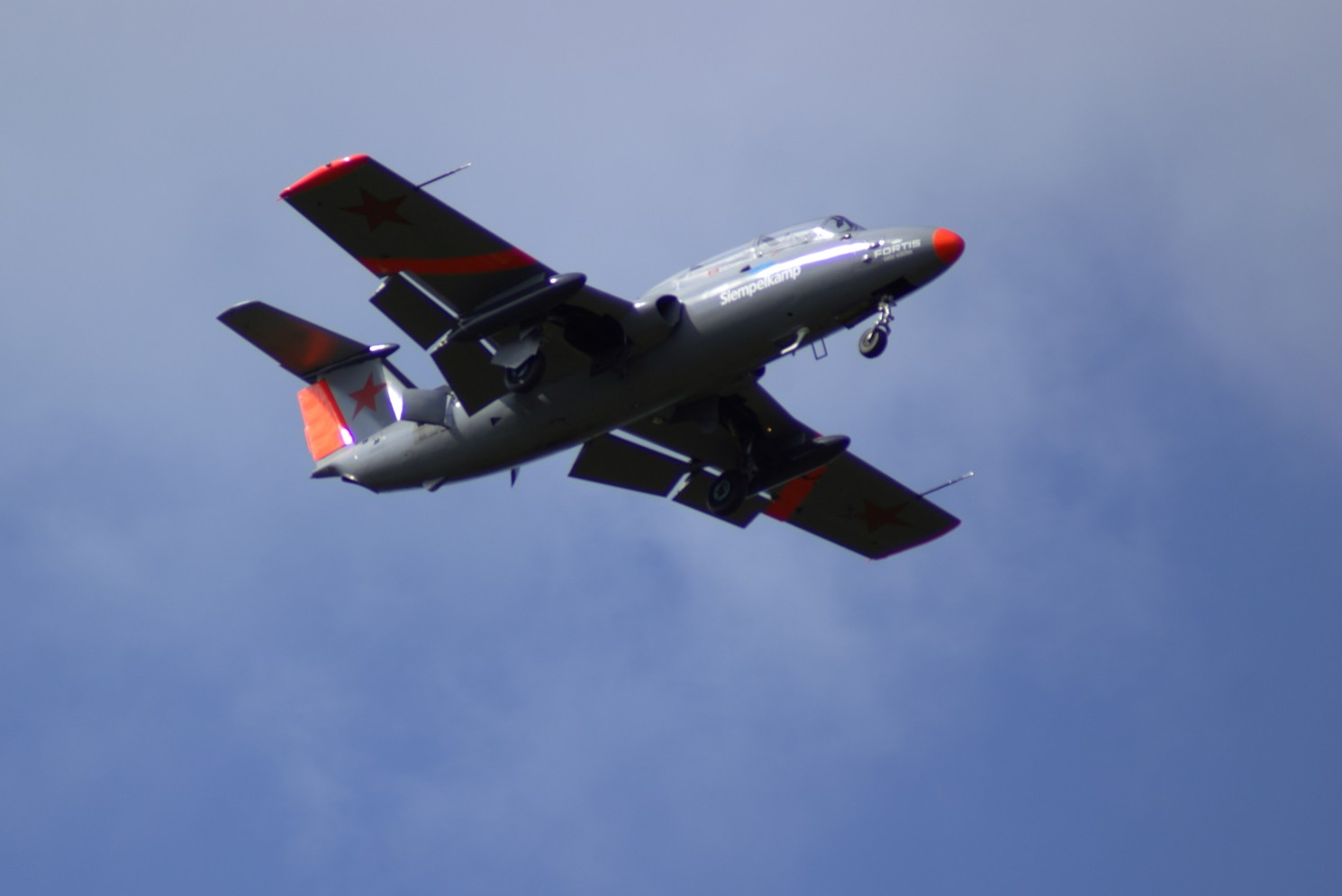
Л-29 на авіашоу у Hahnweide
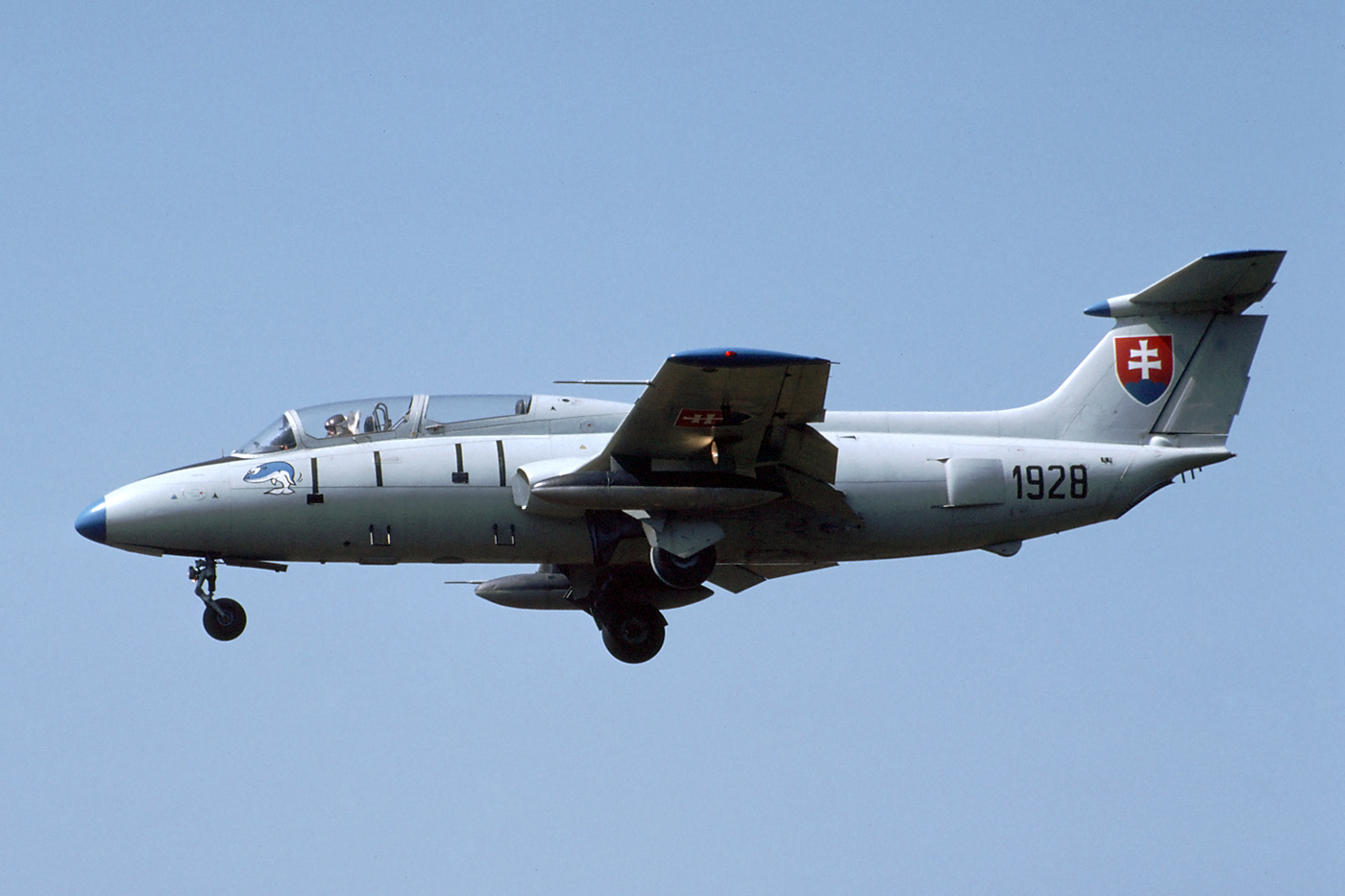
Л-29 Словацьких ВПС
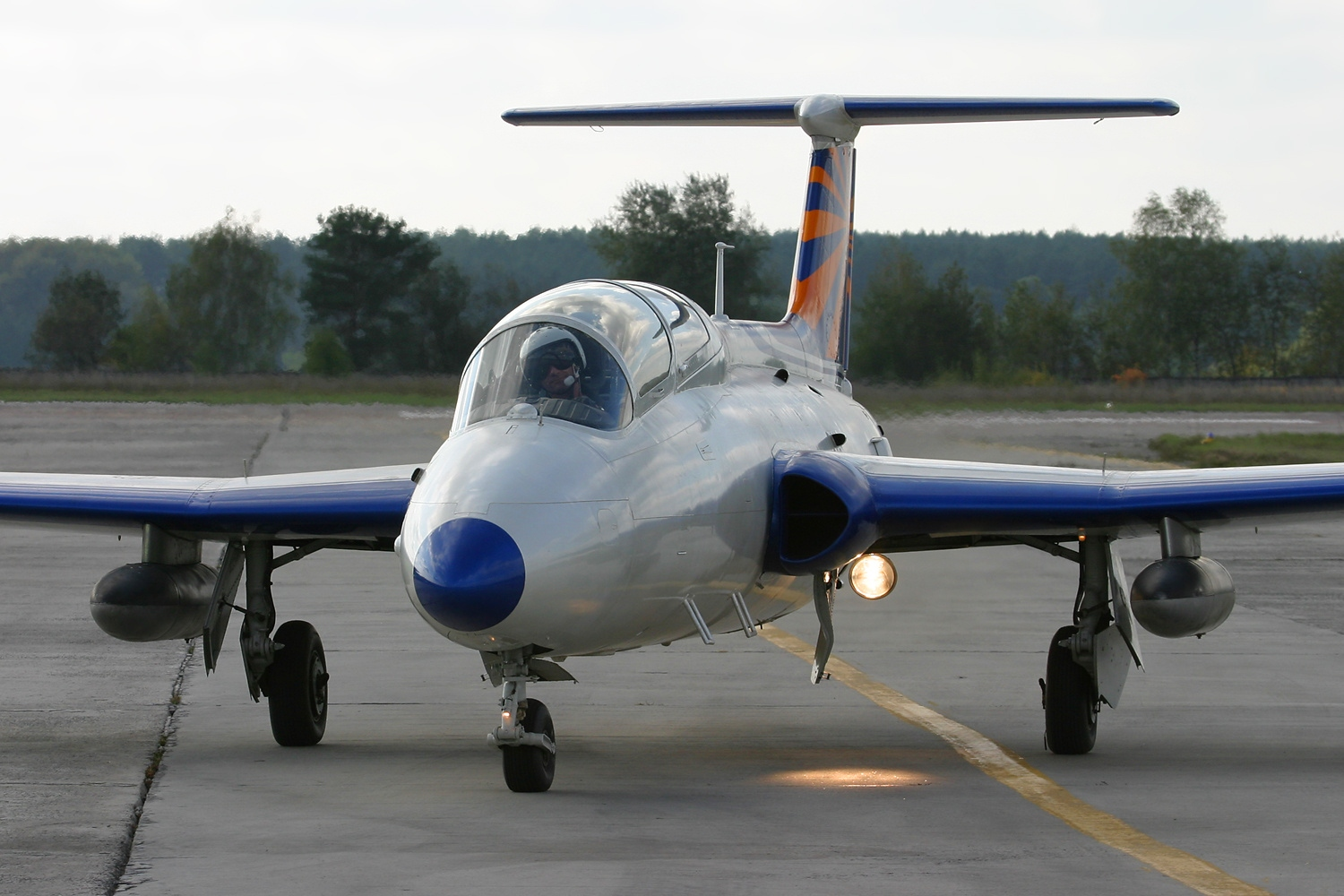
Л-29 на аеродромі у Гостомелі
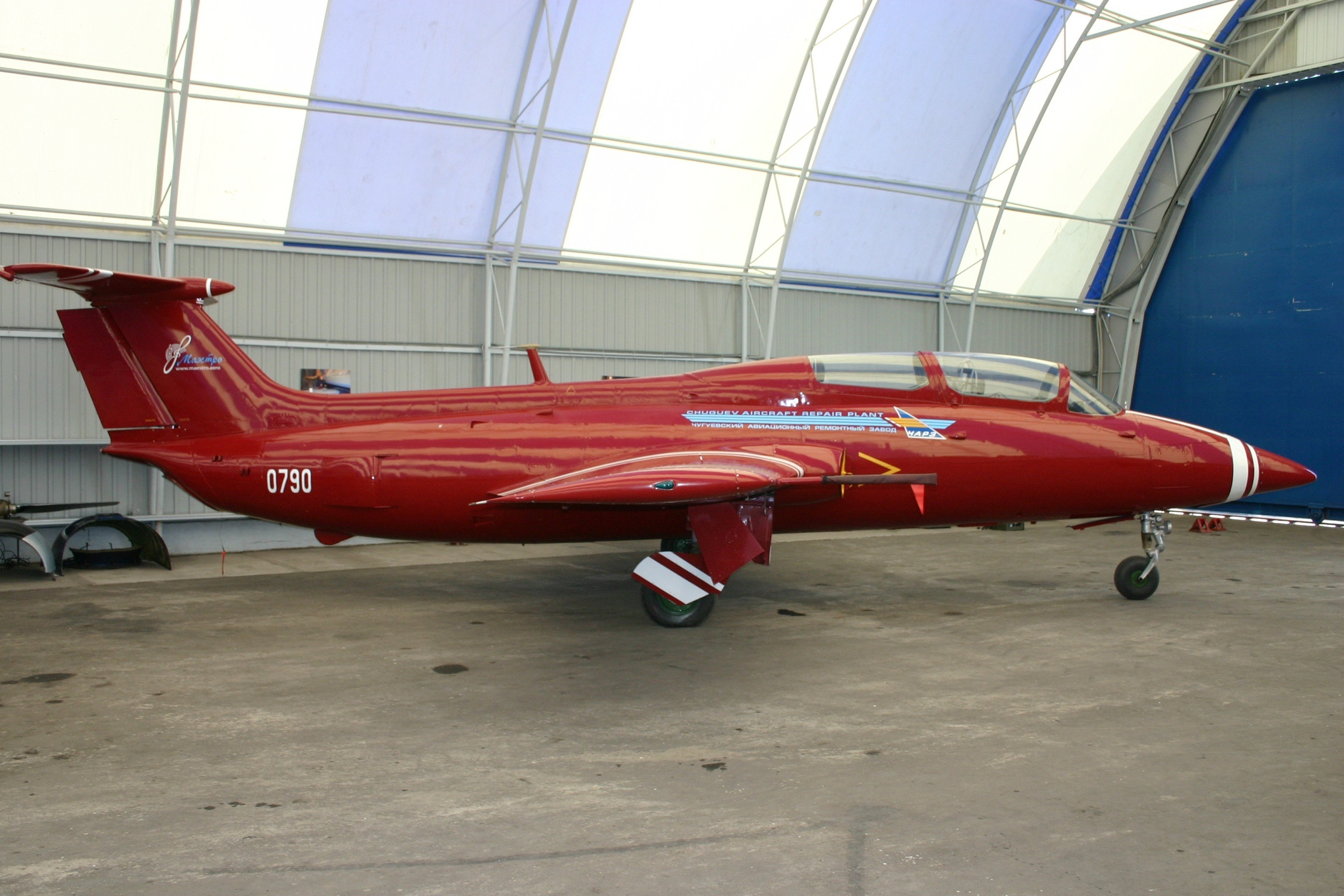
Л-29 на аеродромі у Майському
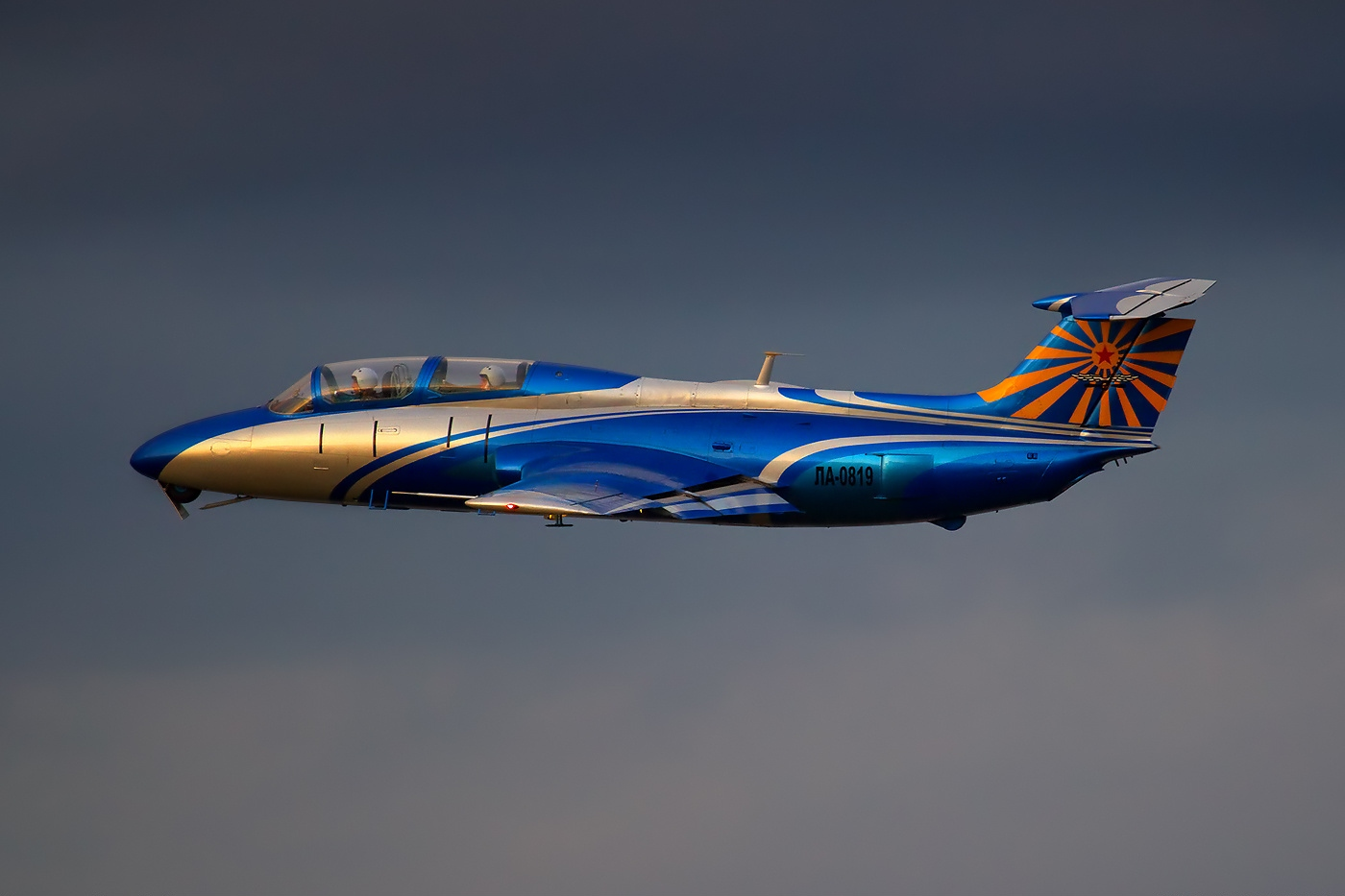
Л-29 Харківського аероклубу
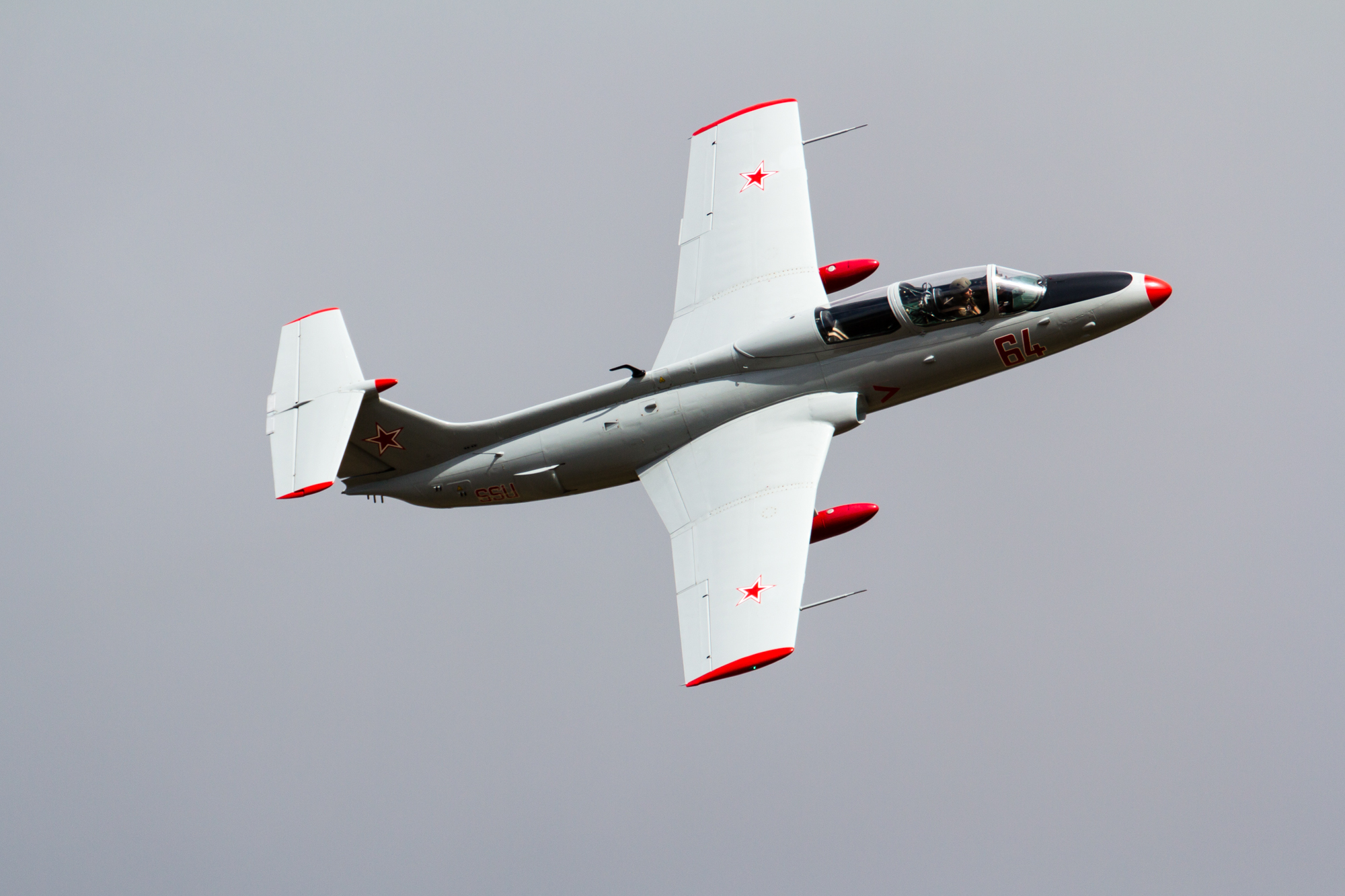